# Madame Dupin

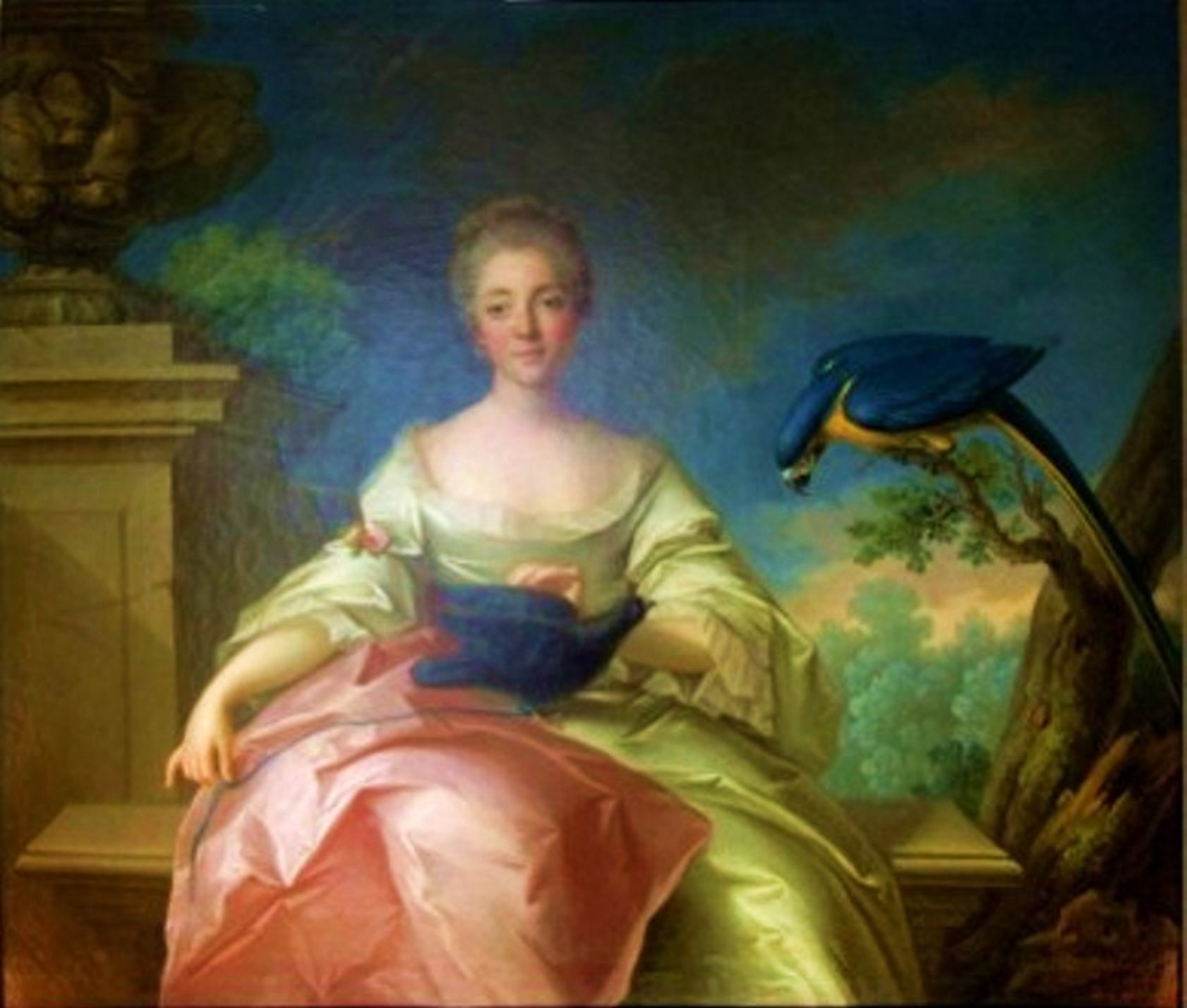
Madame Louise Dupin

Louise Dupin, geboren als Louise Marie Madeleine Guillaume de Fontaine en vooral bekend als Madame Dupin (Parijs, 28 oktober 1706 – Kasteel van Chenonceau, 20 november 1799) was een Franse feminist en salonnière. Madame Dupin zette zich vooral in voor onderwijs en toegang tot overheidsbanen voor vrouwen. Ze was een aangetrouwde overgrootmoeder van de auteur George Sand. 

## Levensloop
Louise Marie Madeleine Guillaume de Fontaine werd op 28 oktober 1706 geboren in de parochie Saint-Roche in het eerste arrondissement in Parijs als dochter van bankier Samuel Bernard en actrice Marie-Anne-Armande Carton Dancourt. Op zestienjarige leeftijd werd Louise de Fontaine door haar vader uitgehuwelijkt aan belastinginspecteur Claude Dupin.
Dupin werkte (met hulp van Jean-Jacques Rousseau) aan een werk van twaalfhonderd pagina's getiteld Sur l'égalité des hommes et des femmes. Dit werk werd echter nooit uitgegeven. Madame Dupin verzette zich tegen het door Montesquieu aangedragen idee dat de vrouw wel zou kunnen regeren, maar nooit het hoofd van het gezin zou kunnen zijn. Montesquieu was – net als Rousseau – een door Dupin afgewezen geliefde. Volgens de Franse emeritus hoogleraar en letterkundige Laurent Versini zou dat een reden kunnen zijn van Montesquieu's misogyne ideeën. Ook het feit dat Louise Dupin meeschreef aan geschriften van haar echtgenoot die Montesquieu in een ongunstig daglicht stelden, zorgde ervoor dat Montesquieu zich veelal negatief uitliet over Madame Dupin. Zo droeg Dupin bij aan het tweedelige werk Réflexions sur quelques parties d'un livre intitulé De l’Esprit des lois (1749) dat vele stellingen weerlegde die Montesquieu een jaar eerder in zijn studie De l'esprit des lois had gepubliceerd.

## Werken
- Sur l'égalité des hommes et des femmes (ongepubliceerd)
- (medeauteur) Réflexions sur quelques parties d'un livre intitulé de l’Esprit des lois (1749)

## Huizen en paleizen
Door onder andere aanzienlijke financiële ondersteuning van Dupins vader slaagde het echtpaar Dupin erin om meerdere verblijven in en buiten Parijs te kopen. Zo bezat het stel onder meer:
- het prestigieuze 'Hôtel Lambert' op het Île Saint-Louis (gekocht samen met Madame Dupins moeder);
- Het kasteel van Chenonceau, gekocht van de hertog van Bourbon.

- Bibliothèque nationale de France: cb162603143 (data)
- Gemeinsame Normdatei: 119282461
- International Standard Name Identifier: 0000 0000 4796 2427
- Library of Congress Control Number: nr2003010062
- Nationale Bibliotheek van Tsjechië: jo20231179200
- Nationale Bibliotheek van Israël: 987012364353605171
- Nederlandse Thesaurus van Auteursnamen: 227935551
- Réseau des bibliothèques de Suisse occidentale: 02-A021548392
- SNAC: w6h71k5j
- Système universitaire de documentation: 165626208
- Virtual International Authority File: 8194422
- WorldCat: E39PBJrWyTWDhXJHqkFYdYctrq